# Pieter Groenewald
Pieter Groenewald is sinds 2016 de leider van de Zuid-Afrikaanse partij Vrijheidsfront Plus en tevens de provinciale leider van desbetreffende partij in de provincie Noordwest. Na de landelijke verkiezingen van 2024 werd hij minister van correctionele zaken in de regering van nationale eenheid waaraan ook het Vrijheidsfront Plus participeert. 

## Studies
Pieter Groenewald heeft zijn hogere studies afgerond aan de hogeschool van Potchefstroom waarna hij is begonnen aan zijn dienstplicht. Daar heeft hij na verscheidene officierscursussen de rang van luitenant behaald. Na zijn legerdienst ging Groenewald verder studeren aan de Potchefstroomse Universiteit voor Christelijk Hoger Onderwijs waar hij een postdoctoraal diploma in communicatiewetenschappen en een masterdiploma Bestuur en Ontwikkeling heeft behaald. Tevens is hij doctor in politieke wetenschappen.

## Burgemeesterschap
In 1988 werd hij namens de Konserwatiewe Party (KP) verkozen tot burgemeester van de stad Stilfontein, gelegen in de provincie Noordwest en een jaar later in 1989 werd hij verkozen tot lid van de Volksraad van Zuid-Afrika voor het kiesdistrict Stilfontein. 
Pieter Groenewald werd gerekend tot de gematigde vleugel van de KP. Hij was het niet eens met de beslissing van de Konserwatiewe Party om in 1994 niet deel te nemen aan de eerste multiraciale verkiezingen van Zuid-Afrika, waarna hij een van de stichters van het Vrijheidsfront Plus was.

## Vrijheidsfront Plus
In 1994 werd hij meteen verkozen tot parlementariër in het de nieuwe Nationale Vergadering. Van 1994 tot 1999 was hij voorzitter van de portfoliocommissie van defensie en eveneens in 1994 werd hij verkozen tot de provinciale leider van de partij in de provincie Noordwest. 
Sinds 2016 is Pieter Groenewald de parlementaire leider van Vrijheidsfront Plus en fungeert hij nog steeds als lid, niet als voorzitter, van de portfoliocommissie van defensie en politie. Ook is hij de belangrijkste woordvoerder voor defensie, de politie, de correctionele diensten, de inlichtingendiensten en voor overheidsbedrijven.
Groenewald leidde het Vrijheidsfront Plus naar haar beste verkiezingsresultaat sinds de oprichting. Bij de Zuid-Afrikaanse parlementsverkiezingen van 2019 stemde 2,38% van de kiezers op het Vrijheidsfront Plus. Dat leverde tien zetels in de Nationale Vergadering op. Ook slaagde de partij erin om in acht van de negen provincies verkozen te worden, met in totaal 11 provinciale zetels.

## Trivia
- Ondanks een korte onderbreking in 2000-2001 is Pieter Groenewald een van de langstzittende parlementariërs van Zuid-Afrika.